# NGC 3742
NGC 3742 este o galaxie spirală situată în constelația Centaurul. A fost descoperită în 21 aprilie 1835 de către John Herschel. Se află la o distanță de 39,81 de megaparseci de Pământ.